# Státní znak Iráku
Státní znak Iráku je tvořen již od roku 1963 (kdy se připravovalo spojení Iráku s Egyptem a Sýrií) Saladinovským orlem s černými perutěmi a ocasem podle egyptského vzoru. Na hrudi orla je položen štít s barvami a nápisem Alláhu akbar (Takbír) z irácké vlajky. Orel stojí na zeleném podkladu s arabským nápisem Džumhúríjat al-Irák (česky Irácká republika).

## Historie
Velká část Iráku se nachází mezi řekami Eufrat a Tigris. Toto území je od starověku známé jako Mezopotámie. Od 6. století př. n. l. bylo součástí Perské říše a po roce 633 bylo dobyto Araby. V roce 1534 bylo území dnešního Iráku připojeno k Osmanské říši. Po začátku I. světové války obsadila na konci roku 1914 britsko-indická vojska Basru a postupně dobývala celý Irák. Již v červnu 1920 vypuklo protikoloniální povstání ale 11. listopadu se stal Irák mandátním územím Společnosti národů spravovaným Spojeným královstvím. 23. srpna 1921 bylo pod britským protektorátem vyhlášeno Irácké království. V červnu 1930 došlo k nahrazení mandátní smlouvy smlouvou spojeneckou a v roce 1932 získal Irák formální nezávislost. Téhož roku byl zaveden královský znak, sloužící také jako znak státní.
V roce 1933 zemřel král Fajsal I. a v nastalé krizi byla země v letech 1941–1947 okupována britskými vojsky. 14. července 1958 byla po státním převratu pod vedením Abdula Karima Kásima a zavraždění krále Fajsala II., svržena monarchie a vyhlášena Irácká republika. Přesně po roce byl 14. července 1959 zaveden nový státní znak. Ten tvořila červená, osmicípá hvězda, na kterou bylo položeno bílé mezikruží s opisem al-Džumhúríja al-'irákíja (česky Irácká republika) v horní části, datem 14. červenec 1958 (datum vzniku republiky) v dolní části a dvěma modrými meči po stranách. Střed hvězdy byl modrý, se světle modrým ozubeným kolem a zlatým klasem. Mezi paprsky byly žluté zvlněné proužky. Obrázek se mírně liší od popisu a obrázku ve zdroji.
V roce 1963 se připravovalo spojení Iráku s Egyptem a Sýrií. Byla zavedena nová státní vlajka ale znak (také podle egyptského vzoru) byl zaveden až 26. března 1965, v platnost vstoupil 2. července. Na hrudi Saladinovského orla s černými perutěmi a ocasem byl položen štít v barvách irácké, svisle vyvěšené, vlajky (červeným, bílým a černým svislým pruhem) se třemi zelenými, pod sebou umístěnými, hvězdami. Orel stál na zeleném, zlatě lemovaném podkladu s nápisem al-Džumhúríja al-'irákíja. Znak byl zaváděn velmi zvolna, ještě v roce 1967 byla země sporadicky reprezentována znakem z roku 1959.
V roce 1992 došlo ke změně státního znaku. Pruhy na štítu dostaly horizontální polohu a mezi hvězdy byl (stejně jako na vlajce ze 14. ledna 1991) přidán zelený nápis Alláhu akbar (Takbír).

Státní znak Iráckého království (1932–1959)
Státní znak Irácké republiky (1959–1965)
Irácký státní znak (1965–1991)
Irácký státní znak (1991–2004)

25. dubna 2004 byl po svržení Saddáma Husajna schválen Prozatímní vládní radou bývalý znak (emblém) z roku 1959. Pro odpor však zákon nakonec nevstoupil v platnost.
Ke změně (saladinovského) státního znaku došlo zřejmě v roce 2004 a k poslední změně roku 2007 nebo 2008 (odstraněny hvězdy ze štítu).

Irácký státní znak (2004–2008)

## Znaky se saladinovským orlem
Saladinovského orla užívá (nebo užívalo) několik arabských zemí, liší se pouze detaily a srdečními štítky. Pro porovnání:

Irák Tento článek
Egypt Státní znak Egypta
Jemen Státní znak Jemenu
Libye Státní znak Libye (1969–1972)
Sýrie Státní znak Sýrie
Súdán Státní znak Súdánu
Palestinská autonomie Státní znak Palestinské autonomie